# Owens Cross Roads
Owens Cross Roads es un pueblo ubicado en el condado de Madison en el estado estadounidense de Alabama. En el censo de 2000, su población era de 1124.

## Demografía
En el 2000 la renta per cápita promedia del hogar era de $ 34.856$, y el ingreso promedio para una familia era de 45.167$. El ingreso per cápita para la localidad era de 17.534$. Los hombres tenían un ingreso per cápita de 30.781$ contra 22.917$ para las mujeres.

## Geografía
Owens Cross Roads está situado en 34°35′10″N 86°27′31″O / 34.58611, -86.45861 (34.586071, -86.458561).
Según la Oficina del Censo de los EE. UU., la ciudad tiene un área total de 7.71 millas cuadradas (19.97 km²).